# فابارا
بلدية فابارا (بالإسبانية: Fabara) هي بلدية تقع في مقاطعة سرقسطة التابعة لمنطقة أراغون شمال شرق إسبانيا.

## الديموغرافيا
بلغ عدد سكان بلدية فابارا 1.263 نسمة عام 2011 (وفقاً للمعهد الوطني الإسباني للإحصاء).
| 1.261 | 1.225 | 1.246 | 1.173 | 1.230 | 1.225 | 1.263 |